# Трети конгрес на Илинденската организация
Третият редовен конгрес на Илинденската организация се провежда на 11 юли 1926 година в София. На него участват делегати от централното дружество и клоновете на Илинденската организация в Царство България. 
Конгресът е открит от най-стария делегат Плевнелиев. Избрано е постоянно бюро в състав Владимир Куртев (председател) и членове Николов и Владимир Карамфилов, а секретари са Апостолов и Шурков. взето е решение да се обединят трите вестника на емиграцията „Независима Македония“, „Илинден“ и „Устрем“ в едно общо издание „Македония“. Избрано е ново ръководство на Илинденската организация в състав Г. Д. Иванов, Лазар Томов, Славчо Абазов, Евтим Спространов и Д. Саракинов. Запасни членове са А. Талев, А. Сапунджиев, Н. Михайлов, Иван Битраков и Лазар Бицанов. В контролната комисия влизат А. Ефтимов, Д. Антонов, Петър Мърмев, а нейни запасни членове са П. Христов, В. Трифонов и М. Ставрев.